# Susana Silvestre
Susana Silvestre (San Justo, Buenos Aires, 11 de noviembre de 1950-2 de marzo de 2008) fue una escritora argentina.
Fue autora de los relatos El espectáculo del mundo (1983) que recibió el premio Roberto Arlt otorgado por la Municipalidad de Comodoro Rivadavia en 1982. Por su obra Los humos de Clitemnestra fue premiada con mención del Fondo Nacional de las Artes en 1994. En el Bienio 1990-1991 recibió el premio Municipal.

Fue guionista de la película La vida según Muriel en 1997 junto a Eduardo Milewicz y de Río escondido en 1999 junto a Mercedes García Guevara y Paul Allen. Escribió la obra de teatro Donde no crecen las rosas (estrenada en el Centro Cultural San Martín en 1989).
Ganó el premio de novela Casa de las Américas 2007 con la novela Mil y una.
Mil y una (es una recreación argentina y contemporánea de la saga de Sherezade, del Decamerón y de los Cuentos de Canterbury) fue elegida entre las 115 obras presentadas al concurso Casa de las Américas “por su prosa fluida, limpia, graciosa, su estructura inteligente, compleja y lúdica; y por constituir un desafío frente a las tendencias que muestran hoy los grandes consorcios editoriales”.
Su obra ha sido analizada por Karina Elizabeth Vázquez (Missouri Western State University)
y ha sido referenciada  en la guía internacional Women Screenwriters.
Se quitó la vida el 2 de marzo de 2008 a raíz de una enfermedad terminal.

## Publicaciones
| - Si yo muero primero (Editorial Letra Buena, 1992) - Mucho Amor en inglés (Emecé Editores, 1994) - No te olvides de mí (Editorial Planeta, 1995) - La biografía de Delfina y Pancho Ramírez (Editorial Planeta, 1999) | - Biografía no Autorizada (Alción editora, 2004) - Todos amamos el lenguaje del pueblo (Ediciones Simurg, 2002) - Mujeres de vacaciones (Editorial Al margen, 2005) |